# Namibia Correctional Service Football Club
El Namibia Correctional Service Football Club es un club de fútbol de Namibia que participa en la Premier League de Namibia, la liga de fútbol más importante del país.

## Historia
Su primera participación registrada en los campeonatos del país fue en la temporada 2022/2023, cuando terminó segundo en la Primera División Southern Stream, por detrás del Khomas NAMPOL. El Namibia Correctional Service FC ganó la Primera División Corriente Sur en la temporada 2023/2024, consiguiendo el ascenso a la Primera División de Namibia por primera vez. En su camino hacia el ascenso, el club ganó dieciocho de sus veintidós partidos de esa temporada.

## Palmarés
- Primera División Corriente Sur: 1

2023-2024